# Supermarket Flowers
"Supermarket Flowers" là bài hát của ca sĩ nhạc sĩ người Anh Ed Sheeran, nằm trong album phòng thu thứ ba của anh mang tên ÷ (2017). Sau khi album ra mắt, bài hát đạt vị trí thứ 9 trên UK Singles Chart dù không phải đĩa đơn chính thức.

## Thông tin
Trong buổi phỏng vấn với kênh MTV, Sheeran nói rằng bài hát viết về người bà quá cố của anh. Anh kể lại rằng "lúc đó bà đang nằm tại một bệnh viện gần nhà nơi tôi đang thực hiện album vì thế nên tôi gặp bà khá thường xuyên [...] rồi bà ra đi lúc tôi đang có mặt tại phòng thu. Phản ứng đầu tiên của tôi đối với mọi thứ tác động lên mình, dù tốt hay tệ, hãy cứ cầm cây đàn guitar lên." Anh cũng nói rằng bài hát sẽ "thực sự làm bạn khóc".

## Xếp hạng
| Bảng xếp hạng (2017)                            | Vị trí cao nhất |
| ----------------------------------------------- | --------------- |
| Úc (ARIA)                                       | 19              |
| Áo (Ö3 Austria Top 40)                          | 39              |
| Canada (Canadian Hot 100)                       | 31              |
| Cộng hòa Séc (Singles Digitál Top 100)          | 25              |
| Đan Mạch (Tracklisten)                          | 26              |
| Pháp (SNEP)                                     | 109             |
| Trường songid là BẮT BUỘC CHO BẢNG XẾP HẠNG ĐỨC | 29              |
| Ireland (IRMA)                                  | 9               |
| Ý (FIMI)                                        | 43              |
| Hà Lan (Single Top 100)                         | 20              |
| Philippines (Philippine Hot 100)                | 93              |
| Thụy Điển (Sverigetopplistan)                   | 25              |
| Anh Quốc (OCC)                                  | 9               |
| Hoa Kỳ Billboard Hot 100                        | 75              |

## Chứng nhận
| Quốc gia                                                                                              | Chứng nhận | Số đơn vị/doanh số chứng nhận |
| --- | ---------- | ----------------------------- |
| Úc (ARIA)                                                                                             | Vàng       | 35.000‡                       |
| Anh Quốc (BPI)                                                                                        | Bạc        | 200.000‡                      |
| ^ Chứng nhận dựa theo doanh số nhập hàng. ‡ Chứng nhận dựa theo doanh số tiêu thụ và phát trực tuyến. |            |                               |